# Cartel du yaourt
« Cartel du yaourt », est une expression qui désigne onze sociétés de l'industrie laitière française qui ont maintenu, de 2006 à 2012, un accord secret « visant à définir en commun les prix lors des appels d'offres de la part des enseignes de distribution pour la production de leurs propres marques, permettant aux sociétés en question de se partager le marché ». En mars 2015, l'Autorité de la concurrence française impose une amende de 192 millions d'euros au cartel pour cet accord touchant la vente et la distribution notamment des yaourts, des fromages, des crèmes fraîches et desserts. Des augmentations conjointes de 4 à 10 % sont mises en place.

Les sociétés touchées par cette amende sont Lactalis Nestlé (Lactalis Nestlé Produits Frais filiale commune des deux groupes et qui paie la plus grosse amende de 56,1 millions d'euros), Senagral (partie de Senoble, amende de 46 millions d’euros), Novandie (membre d'Andros), Les Maîtres laitiers du Cotentin, Yeo Frais (partie du groupe 3A Coop), Laïta, Alsace lait, Laiteries Triballat et Laiterie de Saint-Malo. La société Yoplait France, pour avoir la première, en 2011, dénoncé l'entente auprès de l'Autorité, a été exemptée d'amende,. Senoble jouit d'une remise de peine pour avoir collaboré à partir de 2012 (une norme dans le droit français permet à l'entreprise désignant le cartel d'échapper à toutes représailles dans un cartel).

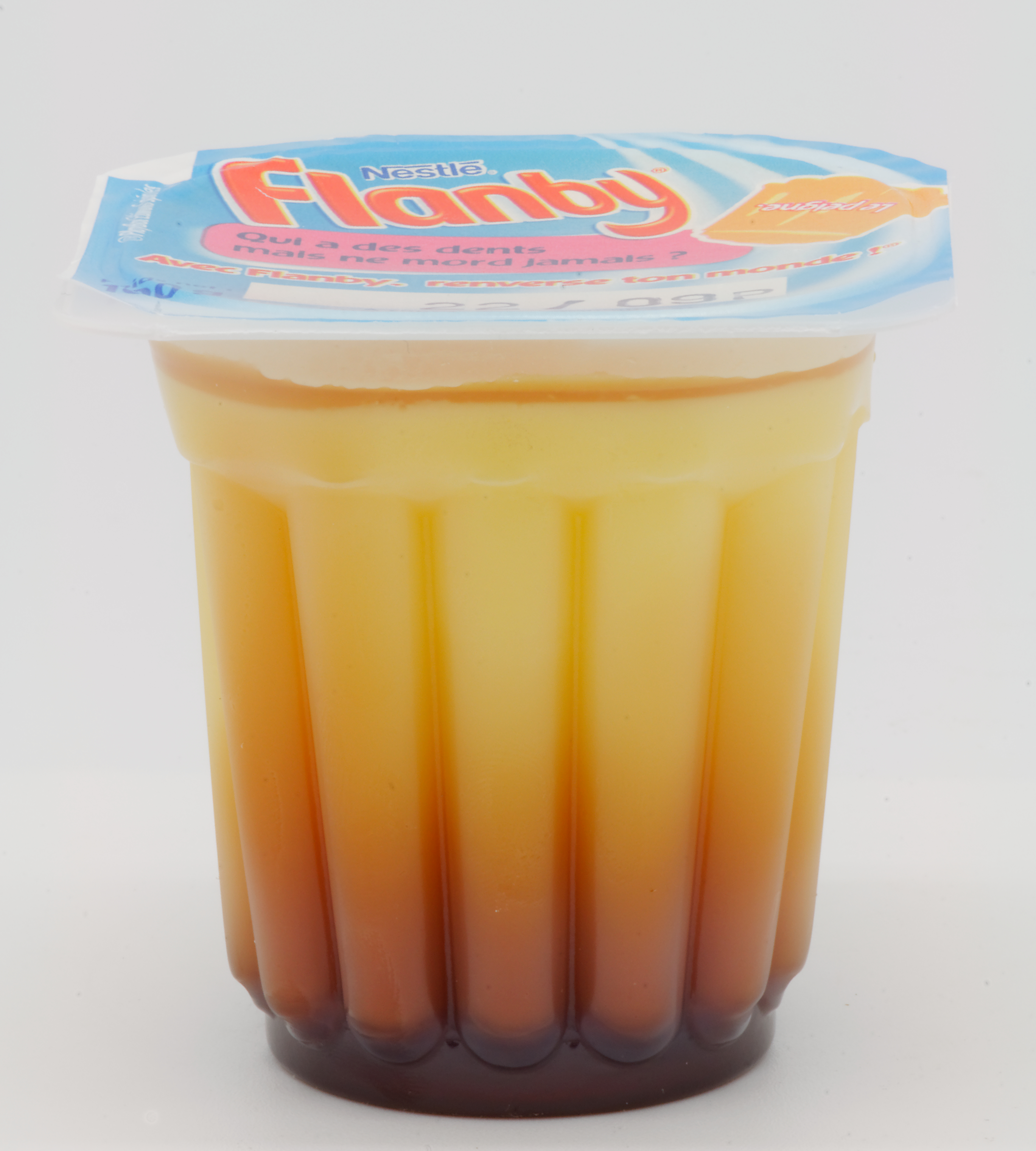
Un Flanby fabriqué par Nestlé
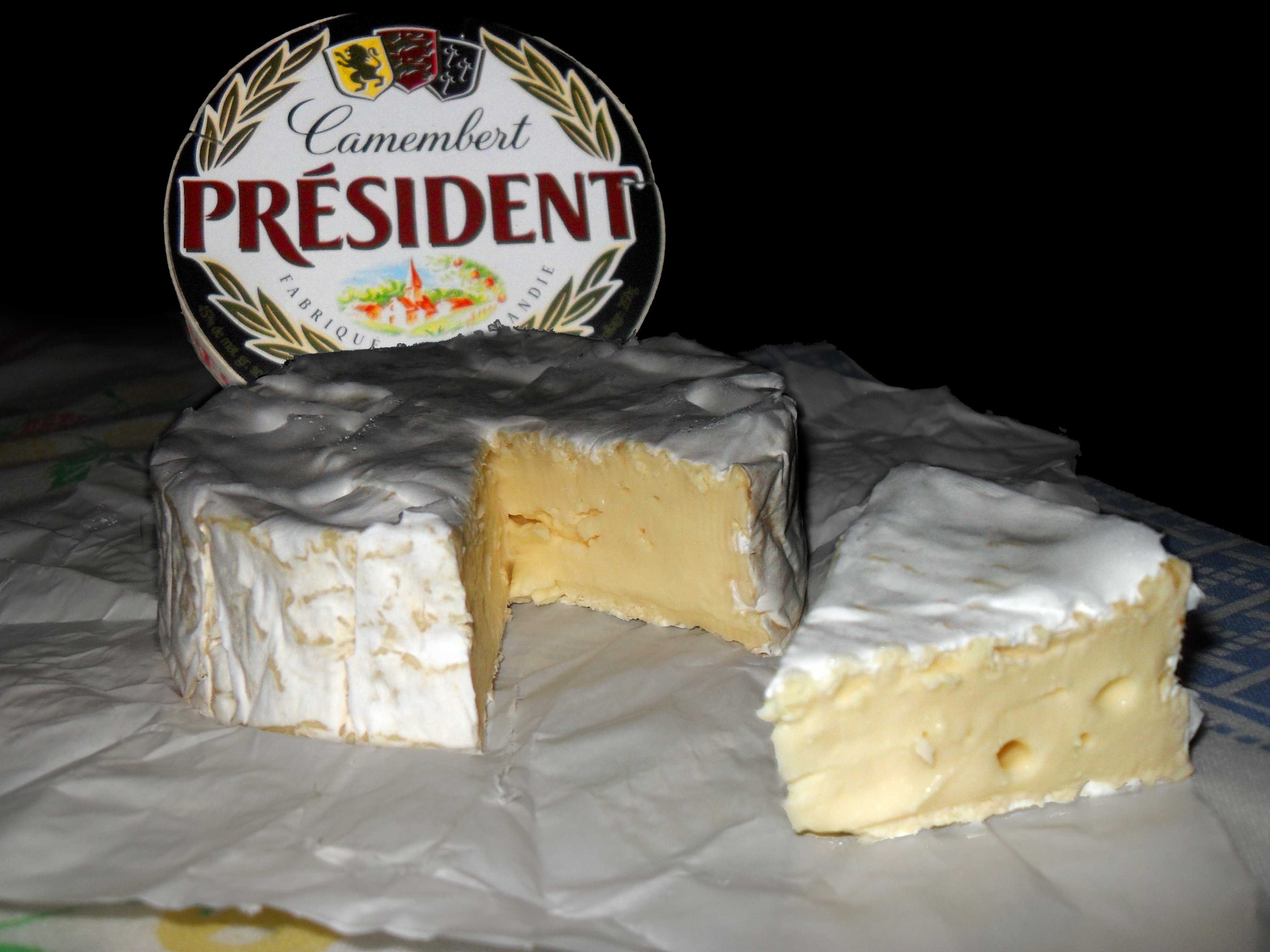
Un fromage Président.
Une des marques de la Laiterie de Saint-Malo impliquée dans le cartel.

Selon un communiqué de l'Autorité de la concurrence, c'est « une des affaires les plus importantes que nous ayons eu à juger en termes de volumes et de gravité. Il s’agit d’un cartel très organisé ». Le 12 mars 2015, jour de la publication de la décision, la société Lactalis annonce faire appel. Les Maîtres laitiers du Cotentin et le groupe familial Senoble qui se dit « acculé à la faillite » par cette amende, annoncent également leur intention de faire appel. Saisie d'un recours, la Cour d'appel de Paris, par son arrêt du 23 mai 2017, réduit de plus de 60 millions d'euros l'amende qui avait été prononcée.
Cette entente entre industriels du yaourt est en grande partie intervenue dans un contexte conjoncturel très particulier, marqué par la hausse sans précédent du prix du lait (principale matière première), doublée du phénomène de « guerre des prix » qui, depuis 2009, animait le secteur de la grande distribution et conduisait les enseignes à réclamer de la part des industriels l'amélioration constante de leurs conditions tarifaires. En particulier sur la période 2010-2011, le prix du lait augmente de près de 40% (alors qu'il est en surproduction notamment au sein de la coopérative Lactalis), tandis que les enseignes de distribution écartent systématiquement les demandes d'ajustement tarifaire sollicitées en conséquence par les industriels : tel est le contexte fréquemment décrit par ces derniers. Il est exact que plusieurs des participants au cartel se trouvaient, à l'époque à laquelle celui-ci a été découvert, dans une situation financière délicate, voire compromise.
À ce titre, le cartel du yaourt peut dans une certaine mesure être classé dans la catégorie dite des « cartels de crise » ou, tout du moins, dans la catégorie des cartels dits « défensifs » car visant à riposter au pouvoir de négociation écrasant de la grande distribution. Au cours de l'affaire, les industriels visés se sont notamment attachés à démontrer qu'en pareil contexte, les pratiques d'entente qui leur étaient reprochées n'avaient pu causer au consommateur un préjudice perceptible. Ce point a été et reste longuement débattu.